# Жоржинью (португальский футболист, 1997)
Жорже Габриэл Кошта Монтейру (порт. Jorge Gabriel Costa Monteiro; род. 9 ноября 1997, Селейрош, Celeirós, Aveleda e Vimieiro), более известен под именем Жоржинью (порт. Jorginho) — португальский футболист, нападающий казахстанского клуба «Кайрат».

## Карьера
30 августа 2021 года подписал контракт с клубом «Певидем».
1 июля 2023 года перешёл в люксембургский клуб «Дифферданж 03». 6 августа 2023 года в матче против клуба «Фола» дебютировал в в чемпионате Люксембурга.
20 декабря 2024 года стал игроком казахстанского клуба «Кайрат».

## Достижения
«Дифферданж 03»
- Чемпион Люксембурга: 2023/24

## Клубная статистика
| Игровая карьера | Игровая карьера | Игровая карьера | Лига | Лига | Кубок | Кубок | Межд. | Межд. | Др. | Др. |
| --------------- | --------------- | --------------- | ---- | ---- | ----- | ----- | ----- | ----- | --- | --- |
| 2023/24         | Дифферданж 03   | А               | 28   | 25   | 4     | 3     | 0     | 0     | —   | —   |
| 2024/25         | Дифферданж 03   | А               | 13   | 11   | 2     | 3     | 4     | 3     | —   | —   |
| 2025            | Кайрат          | А               | 18   | 7    | 3     | 0     | 3     | 1     | —   | —   |